# Dmitrij tveri fejedelem
Dmitrij Mihajlovics vagy Szörnyűszemű Dmitrij (oroszul Дми́трий Миха́йлович Гро́зные О́чи), (1299. október 15. – 1326. szeptember 15.) Tver fejedelme 1318-tól haláláig és II. Dmitrij néven vlagyimiri nagyfejedelem 1322-től haláláig.

## Fiatalkora
Dmitrij Mihail Jaroszlavics tveri fejedelem és Anna Dmitrijevna rosztovi hercegnő legidősebb fia volt. Később mindkét szülőjét szentté avatták. Fiatal korától kezdve részt vett apja harcában a moszkvai Jurij Danyilovics herceg ellen. Mikor 1311-ben a gorogyeci fejedelem gyermektelenül halt meg, apja a 12 éves Dmitrijt jelölte a trónra, de a Moszkva-párti metropolita ezt megakadályozta. Apja 1314-es káni udvarba utazása idején Dmitrij vezette a tveri sereget amely a Volga partján felvonulva feltartóztatta a Jurijt támogató novgorodi hadat.
Dmitrij Gediminas litván nagyfejedelem lányát, Máriát vette feleségül, de egyetlen gyermekük, Konsztantyin korán meghalt.

## Uralkodása
1318-ban Üzbég kán kivégeztette Mihail herceget nővére megmérgezésének vádjával. A halálos ítéletet Jurij Danyilovics sürgette és a kivégzést is az ő emberei hajtották végre. Ezután legidősebb fiúként Dmitrij lett a tveri fejedelem. 1321-ben elismerte a moszkvai herceget vlagyimiri nagyfejedelemnek (aki a káni jóváhagyó jarlikot már három évvel korábban megkapta), és átadta neki az Arany Hordának szánt tveri adót, 2000 rubelt. Jurij a pénzt nem továbbította, hanem Novgorodban fektette be. Mikor Dmitrij 1322-ben a káni udvarba utazott, Üzbégnél megvádolta Jurijt az adó eltulajdonításával, mire a feldühödött tatár vezér Dmitrijnek adta át a nagyfejedelmi meghatalmazást.

## Halála
Jurij Novgorodban maradt 1324-ig, amikor követ érkezett hozzá a Hordától és felszólította, hogy utazzon a kánhoz. Egy idő múlva, 1325 végén Dmitrij is megérkezett Üzbég udvarába. Szerencsétlen módon éppen apja kivégzésének évfordulóján találkozott vetélytársával, akit felelősnek tartott annak haláláért. A feldühödött Dmitrij kardot rántott és lekaszabolta a moszkvai herceget. A tveri fejedelemt Üzbég elé vitték, aki sokáig nem döntött a sorsáról, talán mert jogosnak érezte a felháborodását. De mivel Jurij a sógora volt és a szokás a rokongyilkos elítélésére kötelezte, végül halálra ítélte. Dmitrijt csak kilenc hónappal a gyilkosság után, 1326. szeptember 15-én végezték ki. Utóda a tveri és vlagyimiri trónon öccse, Alekszandr lett.

## Fordítás
- Ez a szócikk részben vagy egészben  a(z)   Дмитрий Михайлович Грозные Очи című orosz Wikipédia-szócikk ezen változatának fordításán alapul.  Az eredeti cikk szerkesztőit annak laptörténete sorolja fel. Ez a jelzés csupán a megfogalmazás eredetét és a szerzői jogokat jelzi, nem szolgál a cikkben szereplő információk forrásmegjelöléseként.